# Ao (Rakke)
Ao – wieś w Estonii, w prowincji Virumaa Zachodnia, w gminie Rakke.